# Giuseppe Graviano
Giuseppe Graviano, soprannominato Martidduzzu o Madre Natura (Palermo, 30 settembre 1963), è un mafioso italiano, legato a Cosa Nostra.

## Biografia
Giuseppe Graviano (soprannominato "Madre Natura" perché aveva il potere di concedere o togliere la vita) è il terzo per età dei quattro fratelli Graviano, figli di Michele Graviano, importante "uomo d'onore" di Brancaccio legato ai Corleonesi di Totò Riina, ucciso nel 1982 da Gaetano Grado e Rosario D'Agostino. Affiliato come il padre alla famiglia di Brancaccio insieme al fratello maggiore Filippo, si diede alla latitanza nel 1984 perché colpito da un mandato di cattura firmato dal giudice Giovanni Falcone a seguito delle dichiarazioni del collaboratore di giustizia Salvatore Contorno. Nel 1990 divenne reggente del mandamento di Brancaccio-Ciaculli insieme al fratello, sostituendo il boss Giuseppe Lucchese che era stato arrestato. Nel 1992, ha tentato di uccidere il commissario Rino Germanà a Mazara del Vallo insieme a Matteo Messina Denaro e Leoluca Bagarella. I fratelli Graviano ebbero un ruolo importante nell'organizzazione delle stragi del 1993 a Roma, Firenze e Milano e nell'omicidio di don Pino Puglisi.

### Arresto e condanne
I due fratelli vennero arrestati il 27 gennaio 1994 dai carabinieri di Palermo mentre cenavano in un ristorante a Milano insieme alle rispettive fidanzate e ad alcuni complici giunti dalla Sicilia. La reazione di Giuseppe Graviano fu di totale sorpresa.
- Nel 1997 la Corte d'assise di Caltanissetta condannò all'ergastolo Graviano per la strage di Capaci insieme ai boss Totò Riina, Bernardo Brusca, Leoluca Bagarella, Raffaele Ganci, Salvatore Biondino, Salvatore Biondo, Michelangelo La Barbera, Salvatore e Giuseppe Montalto, Matteo Motisi, Pietro Rampulla, Bernardo Provenzano, Benedetto Spera, Antonino Troia e Benedetto Santapaola[9].
- Nel 1999, è ergastolano insieme ai boss Totò Riina, Salvatore Biondino, Carlo Greco, Gaetano Scotto e Francesco Tagliavia per la strage di via d'Amelio[10][11] di cui Graviano secondo i vari pentiti azionò il telecomando[12] dell'autobomba che uccise il giudice Paolo Borsellino e gli agenti della scorta Agostino Catalano, Walter Eddie Cosina, Vincenzo Li Muli, Emanuela Loi, Claudio Traina.
- Nello stesso 1999, Graviano venne condannato all'ergastolo insieme al fratello Filippo come mandanti dell'uccisione del presbitero anti-mafia Pino Puglisi.
- Nel 2000 Graviano subì l'ergastolo insieme ai boss Matteo Messina Denaro, Bernardo Provenzano, Leoluca Bagarella e Salvatore Riina per gli attentati dinamitardi del 1993 a Firenze, Milano e Roma[13].
- Nel 2012, Graviano diventa nuovamente ergastolano per l'omicidio del piccolo Giuseppe Di Matteo insieme al fratello Filippo e il boss Matteo Messina Denaro;[14][15]
- Il 24 luglio 2020 Graviano è stato condannato in primo grado all'ergastolo nel processo "'Ndrangheta stragista" insieme a Rocco Santo Filippone (ritenuto il capobastone della 'Ndrangheta di Melicucco) come mandanti del duplice omicidio degli appuntati dei Carabinieri Antonino Fava e Vincenzo Garofalo, uccisi in un agguato a Scilla (RC) il 18 gennaio 1994[16]. Il 25 marzo 2023 le condanne di Graviano e Filippone vengono confermate anche in appello[17].

Sposò in carcere Rosalia Galdi, detta "Bibiana", che rimase incinta e diede alla luce un figlio nel 1997 nonostante il marito fosse ristretto in regime di 41-bis, come avvenne per la moglie del fratello Filippo (si parlò di inseminazione artificiale o di incontri clandestini in carcere).
Attualmente sconta 6 ergastoli presso la casa circondariale di Terni.

### Il presunto collegamento con Silvio Berlusconi
Nel 2008 il collaboratore di giustizia Gaspare Spatuzza, ex sottoposto dei fratelli Graviano, ha dichiarato che Giuseppe Graviano nel 1994 gli avrebbe confidato che "avevano il Paese nelle mani" grazie ai contatti con Silvio Berlusconi e Marcello Dell'Utri. Chiamato a testimoniare al processo a carico di Dell'Utri sulle accuse di Spatuzza, Giuseppe Graviano decise di non rispondere per il momento alle domande dell'accusa lamentando problemi di salute dovuti al 41 bis.
Nel 2017 furono rese pubbliche alcune intercettazioni di Giuseppe Graviano effettuate durante l'ora d'aria con un altro detenuto, il camorrista Umberto Adinolfi, mentre parlava di incontri con Berlusconi, cui avrebbe fatto una "cortesia" ma poi “pigliò le distanze e ha fatto il traditore”. Le intercettazioni di Graviano confluirono negli atti del processo sulla trattativa Stato-mafia e il legale di Berlusconi, l'avvocato Niccolò Ghedini, bollò le accuse come "illazioni e notizie infamanti prima del voto, non avendo mai avuto alcun contatto il presidente Berlusconi né diretto né indiretto con il signor Graviano".
Nel febbraio 2020 Giuseppe Graviano viene ascoltato al processo “'Ndrangheta stragista”, allora in corso a Reggio Calabria, nel quale è imputato per l'omicidio dei carabinieri Antonino Fava e Vincenzo Garofalo avvenuto nel 1994. Racconta in modo dettagliato i rapporti che storicamente legherebbero la sua famiglia a Berlusconi, conosciuto e frequentato dai Graviano ancor prima della sua discesa in campo con Forza Italia.
Graviano affermò che la propria famiglia, a partire dal nonno materno Filippo Quartararo nei primi anni '70, ha investito decine di miliardi di lire nel settore immobiliare presso Berlusconi, con una quota di partenza di 20 miliardi di lire raccolti con altre famiglie palermitane a titolo di finanziatori. Il primo incontro con Berlusconi sarebbe avvenuto all'hotel Quark, a Milano, nel 1983, assieme al nonno Filippo e al cugino Salvatore Graviano (detto Salvo). La cosa sarebbe andata avanti spedita fino al 1993, anno in cui, già latitante da quasi un decennio - e riparato a Omegna, che a suo dire lasciava senza particolari precauzioni per frequentare Milano, non solo per gli incontri d'affari, ma anche per andare al cinema, a teatro, a fare shopping in via Monte Napoleone - a dicembre, si sarebbe incontrato nuovamente con Berlusconi che sarebbe stato al corrente della sua latitanza. Lo scopo era quello di regolarizzare la situazione e far emergere il nome dei finanziatori che avevano appoggiato il nonno, perché i loro nomi apparivano solo su una scrittura privata in possesso di Salvatore. Graviano spiega che il volume d’affari era ormai imponente, in quanto gli interessi nell’immobiliare riguardavano anche Milano 3, affermando: “Lì Berlusconi aveva regalato a mio cugino un appartamento, abbiamo fatto anche una cena”.
Racconta che fu proprio durante una cena che Berlusconi avrebbe annunciato ai Graviano la propria intenzione di scendere in politica, chiedendo una mano in Sicilia a suo cugino Salvo, aiuto che, durante l'audizione del 2020, Giuseppe fa capire che c'è stato. Sempre secondo Graviano, la sua cattura nel gennaio 1994 venne pilotata dallo stesso Berlusconi in combutta con l'ex collaboratore di giustizia Totuccio Contorno al fine di non regolarizzare l'accordo fatto con il nonno e gli altri imprenditori palermitani. E appunto per questo, sempre nella stessa udienza, taccia Berlusconi di tradimento (come già si era fatto scappare in carcere parlando con Adinolfi): "Berlusconi fu un traditore, perché quando si parlò della riforma del codice penale - e si parlava di abolizione dell'ergastolo - mi hanno detto che lui chiese di non inserire gli imputati coinvolti nelle stragi mafiose". E continua nel dettaglio dei ricordi: "Un avvocato di Forza Italia mi disse che stavano cambiando il Codice penale e che doveva darmi brutte notizie. Perché in Parlamento avevano avuto indicazioni da Berlusconi di non inserire quelli coinvolti nelle stragi. Lì ho avuto la conferma che era finito tutto. Mio cugino Salvo era morto nel frattempo per un tumore al cervello. E nella riforma del codice penale non saremmo stati inseriti tra i destinatari dell'abolizione dell'ergastolo... questo mi portò a dire che Berlusconi era un traditore".
A fine 2020 il pm Nino Di Matteo non commenta, ma esterna una riflessione in merito. Le dichiarazioni di Graviano vengono smentite da Silvio Berlusconi, mediante una nota del suo legale Niccolò Ghedini, come "totalmente e platealmente destituite di ogni fondamento, sconnesse dalla realtà nonché palesemente diffamatorie“, dette solamente con lo scopo di “ottenere benefici processuali o carcerari”.
Il 17 dicembre 2021 davanti ai giudici di Firenze il boss di Brancaccio dice due cose notevoli ma da verificare:
- "Esiste una carta", cioè una scrittura privata.[31]
- "Sono convinto che io e mio cugino Salvatore siamo stati arrestati per impedirci di formalizzare l’accordo economico con Berlusconi, e le stragi sono cessate per addossare tutte le precedenti a me."[32]

Nell'aprile 2023 uscì la notizia circa l'esistenza di una fotografia scattata di nascosto nel 1992 che ritrarebbe Berlusconi insieme a Giuseppe Graviano e al generale dei Carabinieri Francesco Delfino in una località sul lago d'Orta. L'esistenza della foto sarebbe stata rivelata da Salvatore Baiardo (già condannato come favoreggiatore dei fratelli Graviano) al conduttore televisivo Massimo Giletti (che l'avrebbe pure visionata) e al giornalista Paolo Mondani della trasmissione Report ma Baiardo l'ha sempre negata ai magistrati di Firenze e in diversi video pubblicati sui suoi profili social, né è stata trovata durante le perquisizioni disposte dalla Procura di Firenze, che indaga sui mandanti occulti delle stragi del '93.

## Nei media
- Nel film Alla luce del sole (2005), diretto da Roberto Faenza e basato sulla vita di don Pino Puglisi, il personaggio di Giuseppe Graviano è interpretato da Piero Nicosia.